# Fred Adra
Fred Adra —en ruso: Фред Адра, Tiflis, 19 de enero de 1972— es un escritor, músico y dramaturgo israelí adscrito al género de la ciencia ficción que escribe principalmente en ruso. Realizó estudios de historia del arte y arqueología en la Universidad Hebrea de Jerusalén.
Su debut literario fue con la novela Alex y las sombras de nieve —en ruso: Алекс и снежные тени— de 2004, y ha publicado en varias revistas de Rusia, Ucrania e Israel. En 2006 ganó el primer lugar del Premio El deseo más querido por el El zorro Ulises —en ruso: Лис Улисс.

## Obras selectas

### TrilogíaLas aventuras del zorro Ulises
- El zorro Ulises y el fin del mundo o El zorro Ulises y la ciudad perdida.
- El zorro Ulises y el enlace del tiempo o El zorro Ulises y la flauta de tiempo.
- El gato Arturo y la trampa de Tierra.

### TrilogíaEl mago y el DJ
- El fin de la carrera del actor (en ruso: Конец актерской карьеры).
- Tonterías en imágenes (en ruso: Чушь в картинках).
- Tutor (en ruso: Гувернер).